# La Réconciliation
Albums de Oxmo Puccino et Dj Cream
Lipopette Bar
(2006) L'Arme De Paix
(2009)
La Réconciliation est une mixtape du rappeur Oxmo Puccino en collaboration avec Dj Cream, sortie le 3 septembre 2007.

## Liste des chansons
1. Intro (Oxmo Puccino)
2. Tiroir-caisse (Oxmo Puccino / Oxmo Puccino-Dj Cream)
3. Passager clandestin (Oxmo Puccino / Oxmo Puccino)
4. Interlude barbe (Oxmo Puccino)
5. Hé ouais (Oxmo Puccino / Dj Cream)
6. Mama lova (Dear Mama Remix) (Oxmo Puccino / Tony Pizarro)
7. Les yeux dans les cieux (Oxmo Puccino-Notorious B.I.G. / Oxmo Puccino)
8. Paris by night (Oxmo Puccino-Seven / Oxmo Puccino-Dj Cream)
9. La petite leçon (Oxmo Puccino / Vinh)
10. Les jeunes du hall (Oxmo Puccino / Oxmo Puccino)
11. Interlude (Oxmo Puccino)
12. Sans pourquoi ni parce que (Oxmo Puccino-Sadik Asken / Dj Mars)
13. La roulette russe (Oxmo Puccino / Vincent Taurelle-Vincent Teager)
14. Zigane (Oxmo Puccino-Teddy Blow / Oxmo Puccino)
15. La chaussette (Oxmo Puccino-Féfé Typical / Oxmo Puccino)
16. Hé Ouais (Remix) (Oxmo Puccino / Obsek (La ripost))
17. Tiroir-caisse (Remix) (Oxmo Puccino / Polo (Pomerium prod))

Bonus : Pucc Fiction (clip by François Chaperon)